# WX Волка
WX Волка (лат. WX Lupi) — одиночная переменная звезда в созвездии Волка на расстоянии (вычисленном из значения параллакса) приблизительно 6566 световых лет (около 2013 парсека) от Солнца. Видимая звёздная величина звезды — от менее +16,5m до +14,3m.

## Характеристики
WX Волка — красная пульсирующая переменная звезда, мирида (M:) спектрального класса M. Эффективная температура — около 3283 K.